# DN-Skrapan
DN-Skrapan is een wolkenkrabber in de stad Stockholm (Zweden). Het gebouw aan de Rålambsvägen 17 staat in het district Marieberg in het zuiden van het stadsdeel Kungsholmen. Het betonnen gebouw is 84 meter hoog en heeft 27 verdiepingen. Geen van de verdiepingen bevindt zich ondergronds. Van 1959 tot 2003 was het, het hoogste gebouw van Zweden totdat het voorbij werd gestreefd door Kista Science Tower van 124 meter hoog.
Het gebouw is ontworpen door de Zweedse architect Paul Hedqvist. Hij ontwierp ook de Skatteskrapan van eveneens 86 meter hoog. De gevels zijn bekleed met lichtgrijze, blauwe en witte keramische tegels. De verlichte strips op de ramen dragen bij aan het beeld van Stockholm bij nacht. Op de bovenste verdieping bevindt zich een paneel dat afwisselend de teksten "Dagens Nyheter" en "Expressen" toont en is op plaatsen in de hele Zweedse hoofdstad zichtbaar. Op de binnenplaats staat een fonteinbeeld Nova uit 1965, gemaakt door de Zweedse beeldhouwer Arne Jones.
Het gebouw draagt zijn naam wegens de krant Dagens Nyheter die er is gevestigd.

## Details

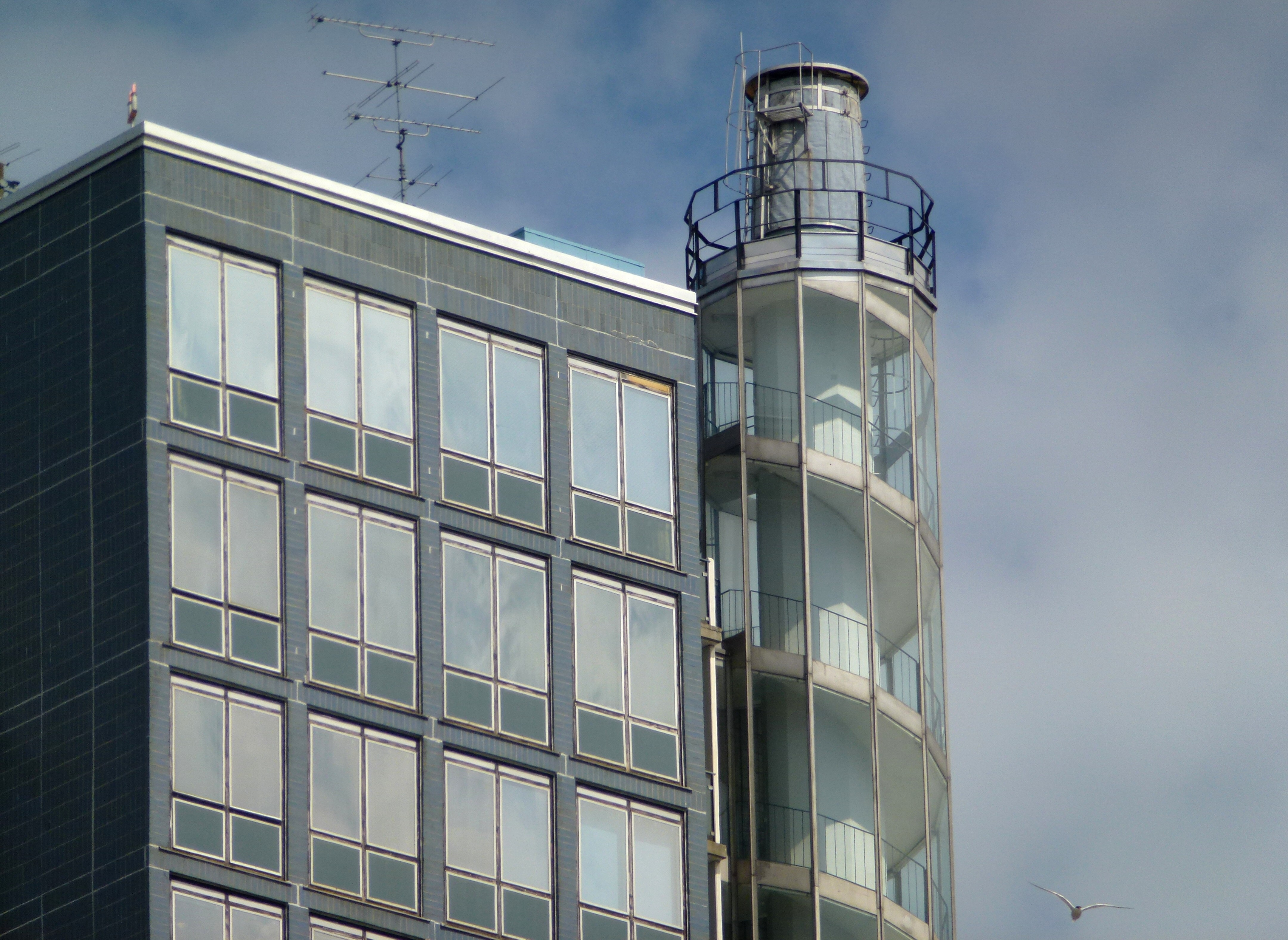
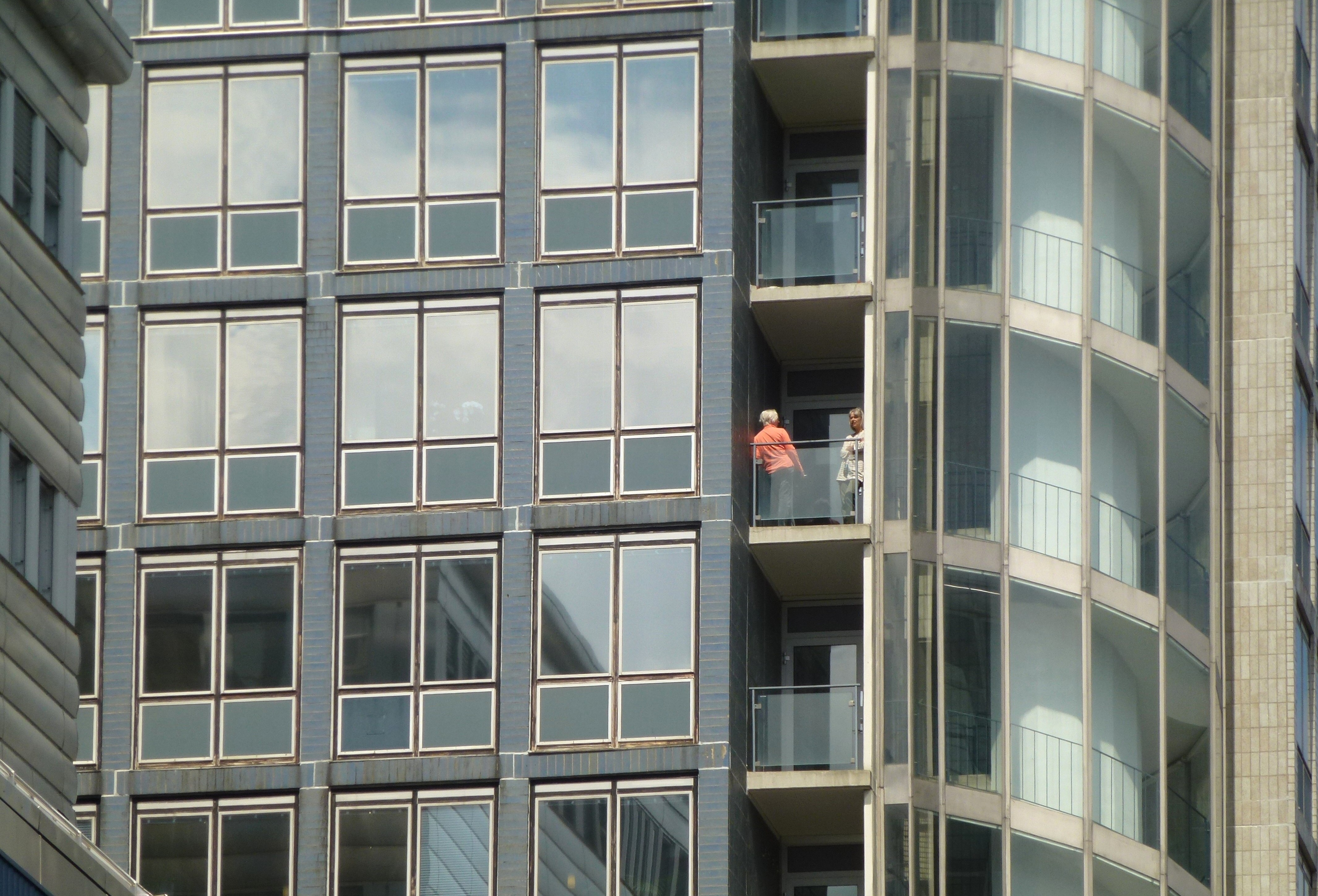
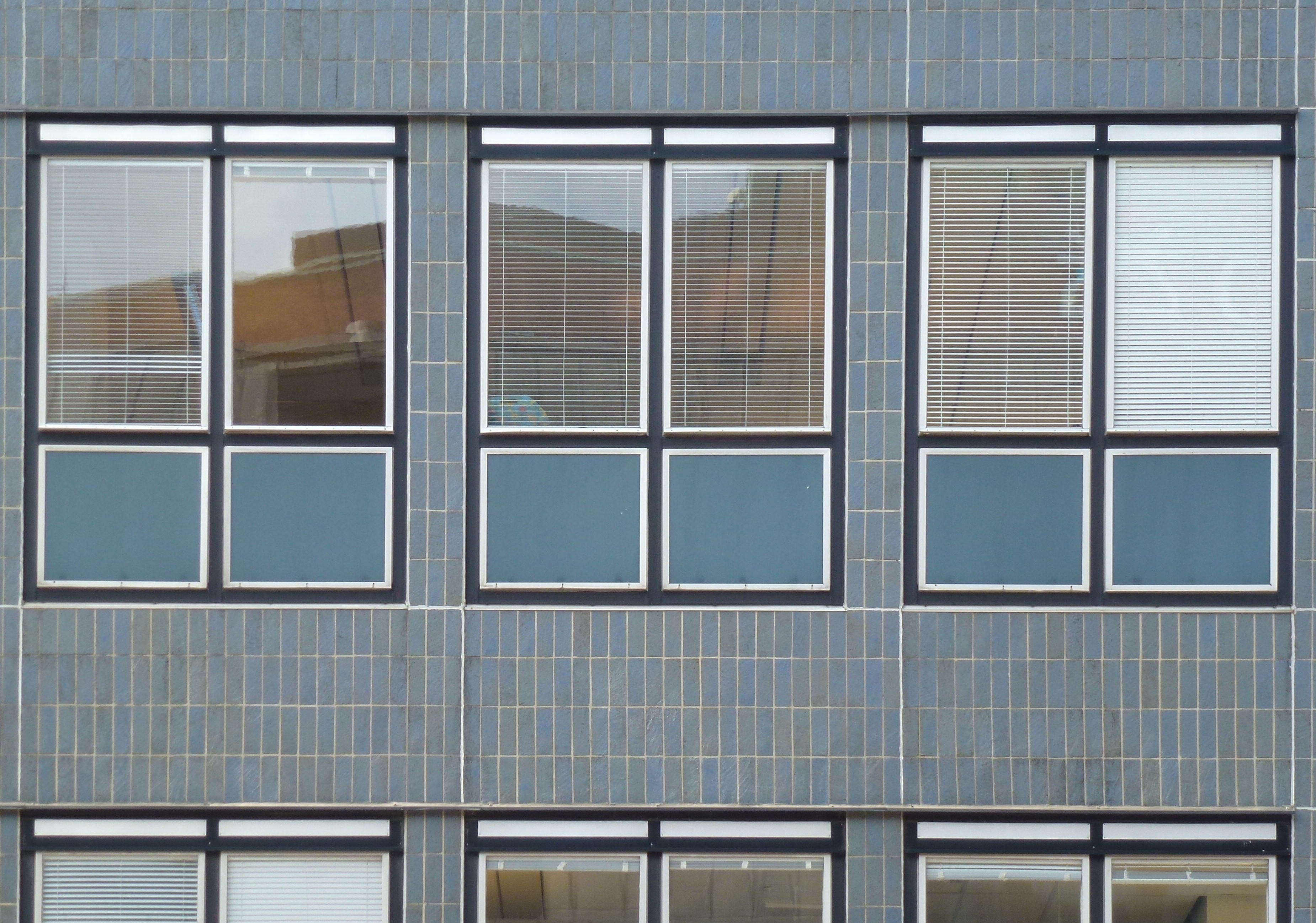
Detail van gevels
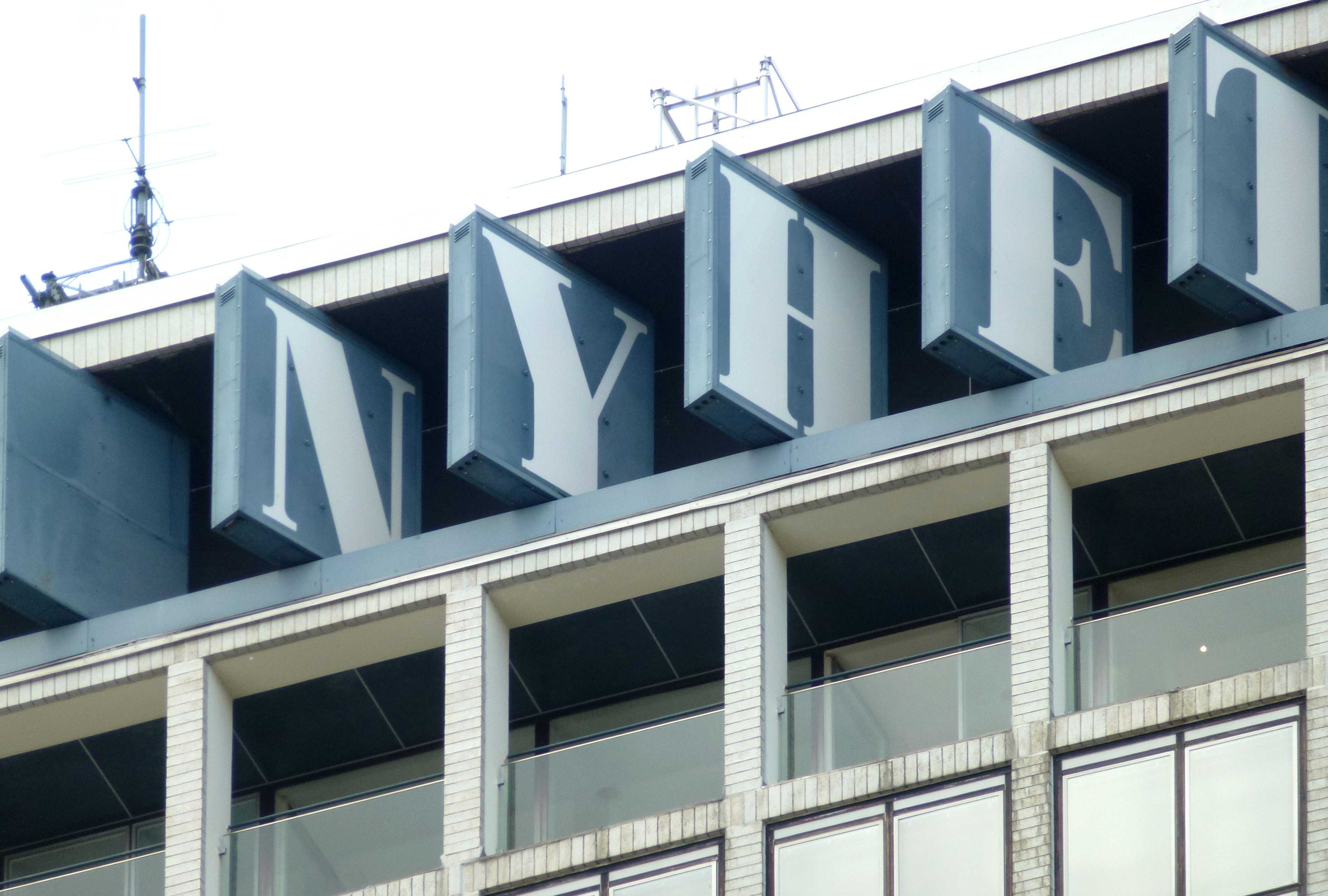
Paneel
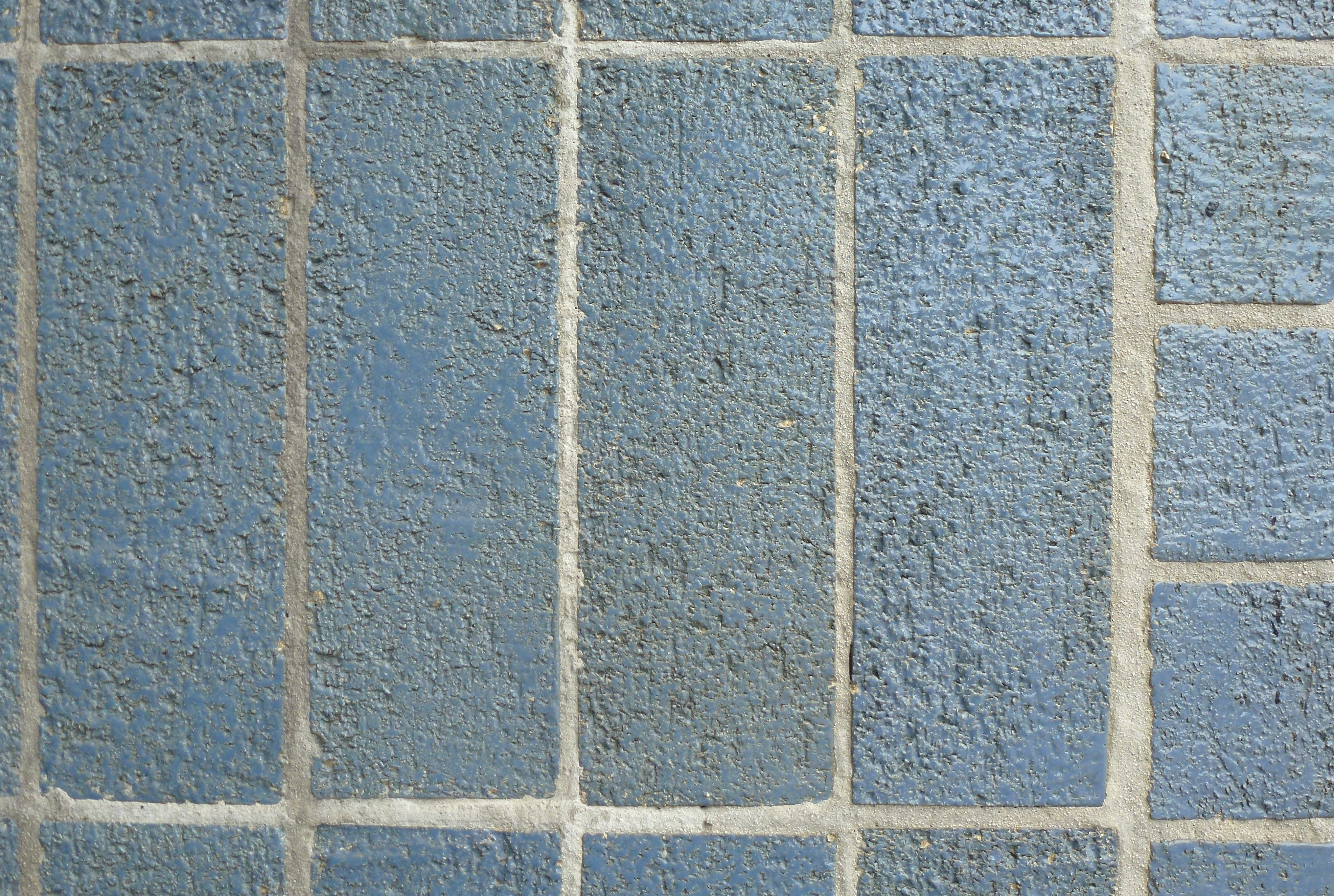
Keramische tegels
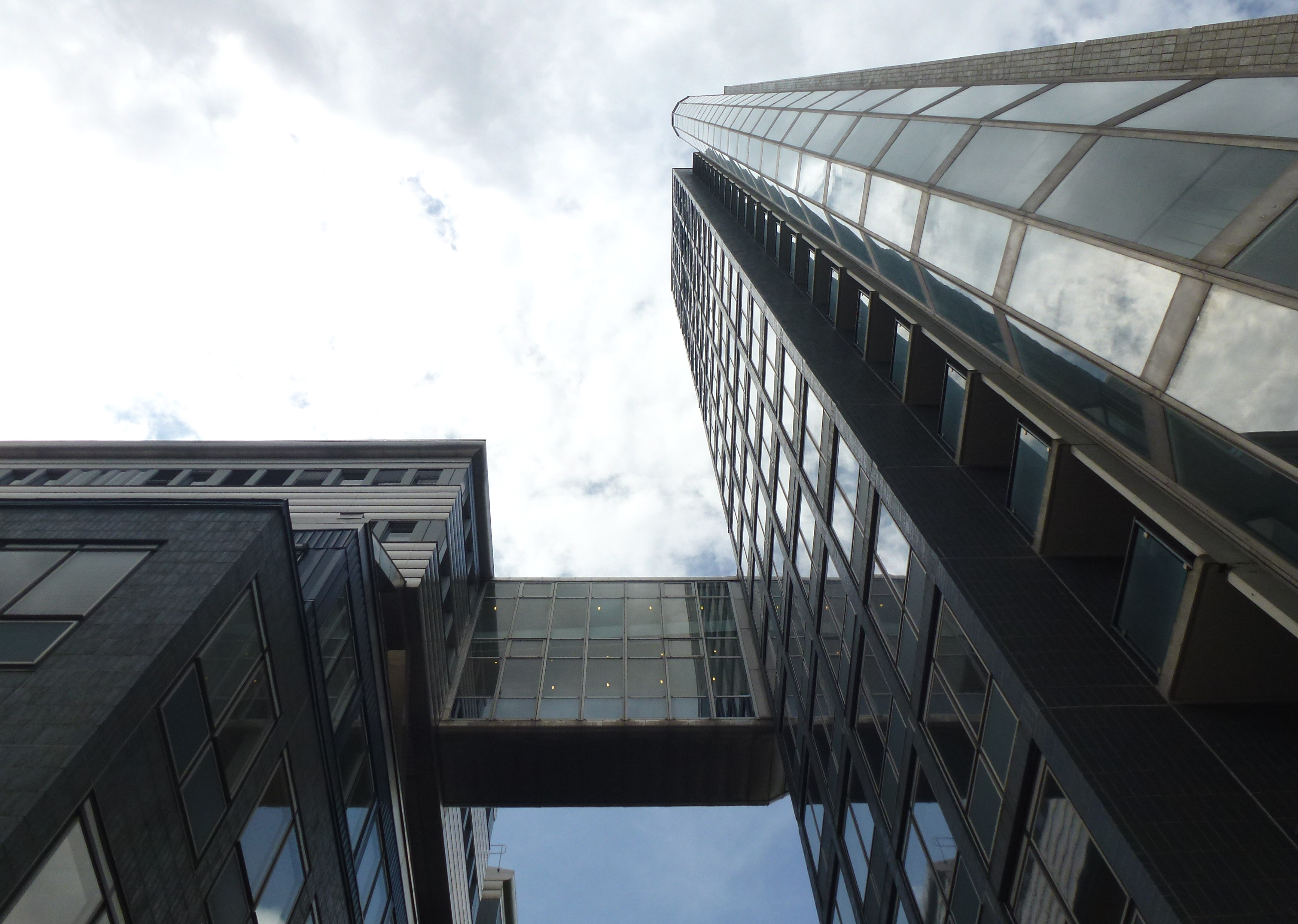
Wenteltrap rechts

## Interieur

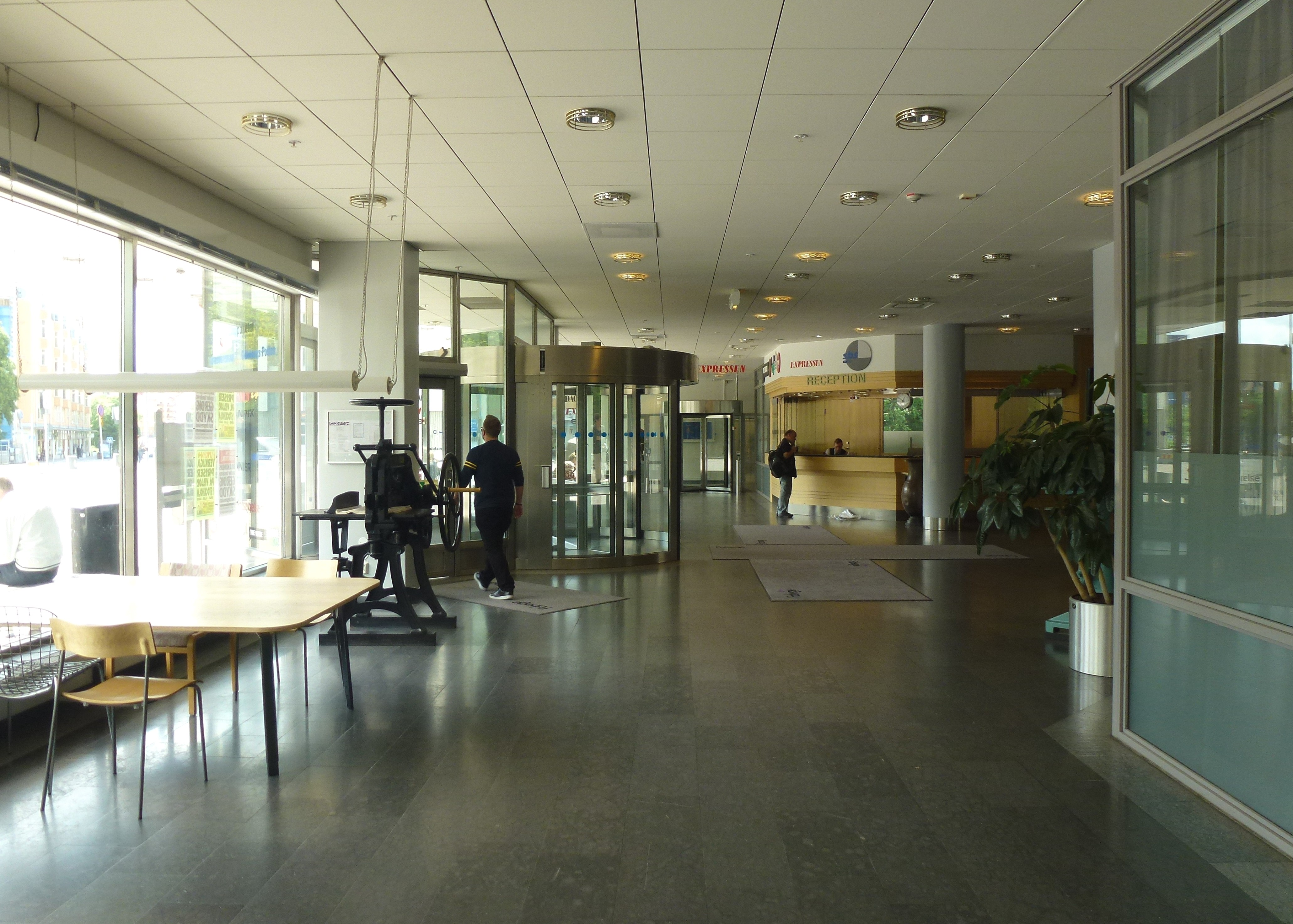
entreehal
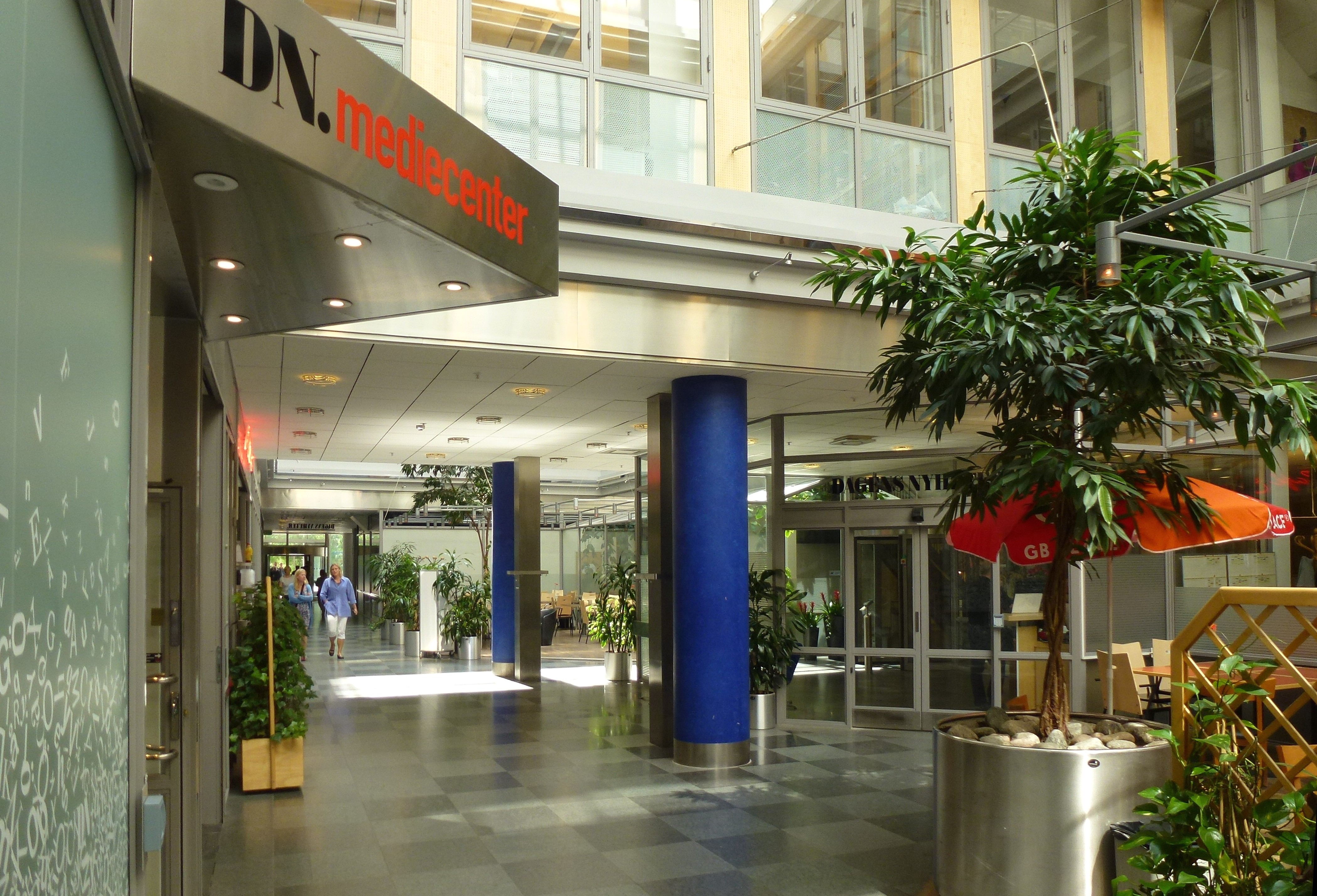
DN Mediecenter
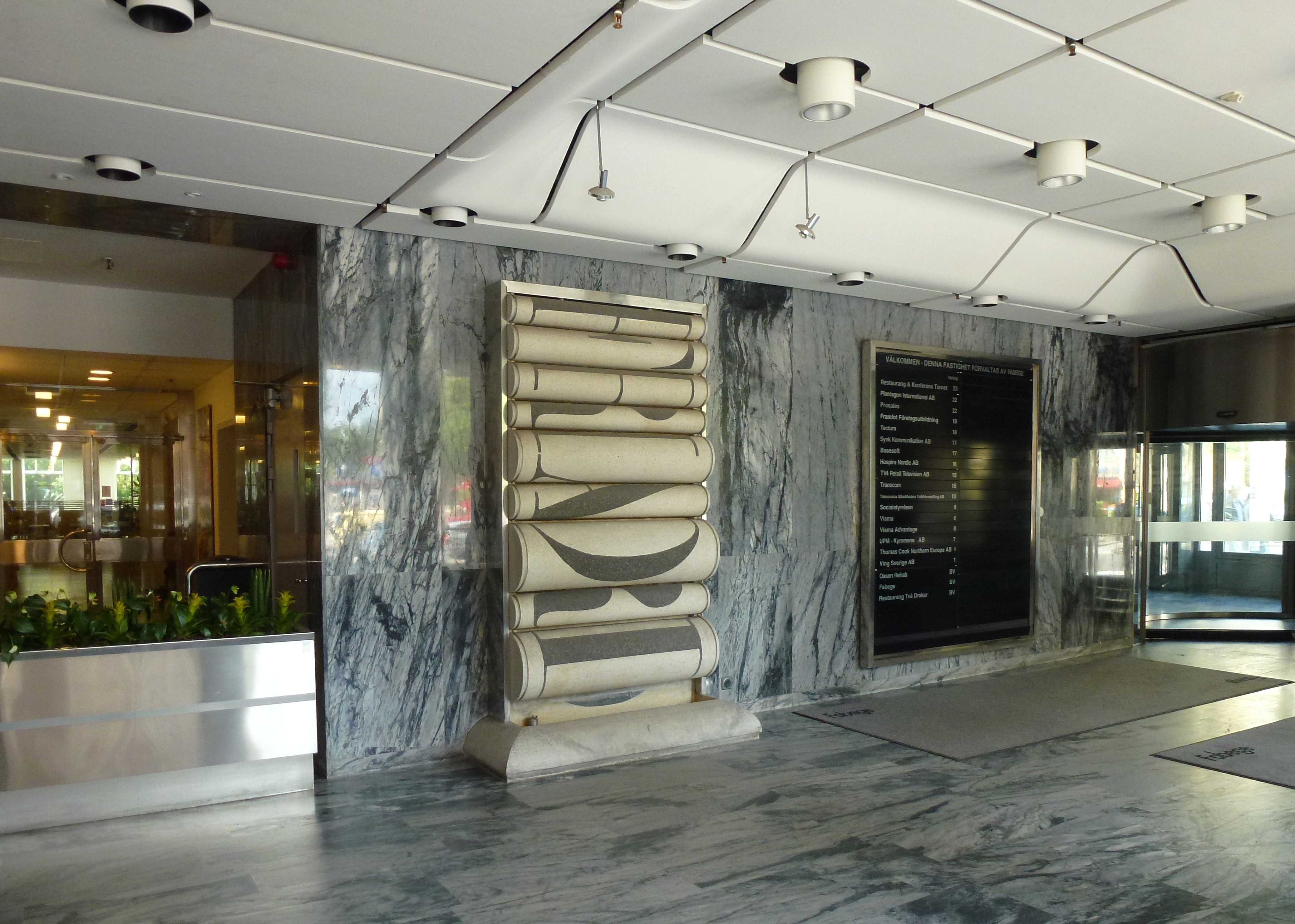
entreehal, hoogbouw
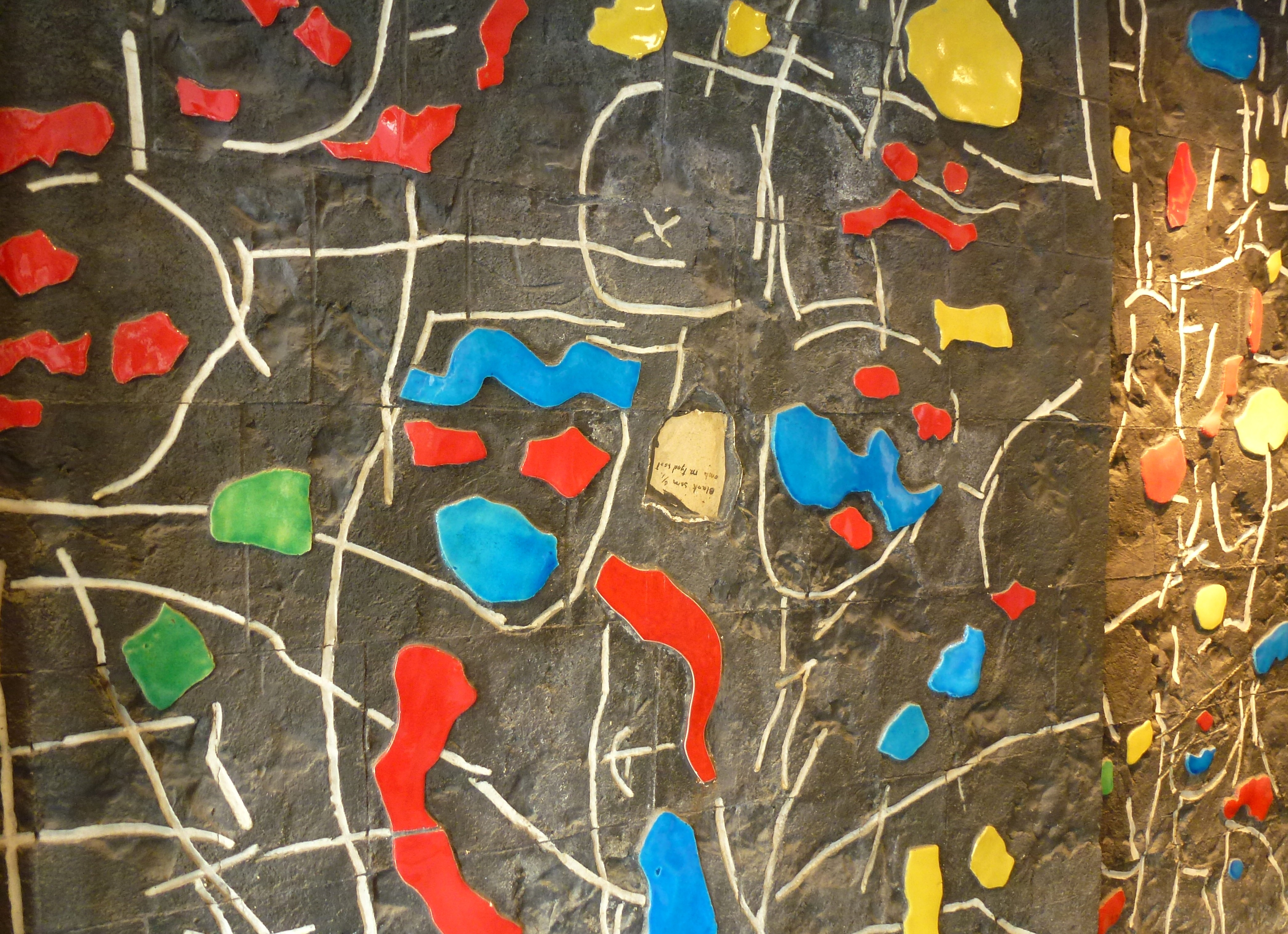
Dag en Nacht, door Lennart Rodhe